# Musselburgh (stacja kolejowa)
Musselburgh (ang: Musselburgh railway station) – stacja kolejowa w miejscowości Musselburgh, w hrabstwie East Lothian, w Szkocji. Został otwarty w 1988 roku i znajduje się na East Coast Main Line i jest obsługiwany przez North Berwick Line, 8 km na wschód od Edynburg Waverley. Znajduje się w pobliżu nowo wybudowanego kampusu Queen Margaret University.
Stacja o tej samej nazwie otwarta przez North British Railway w lipcu 1847 znajdowała się na głównej linii, ale obok rzeki Esk. Stację obsługiwała linię Edinburgh & Dalkeith do Fisherrow ale została zamknięta dla przewozów pasażerskich w 1964 i towarów w 1970 r.

## Perony
- Peron 1 jest wykorzystywany dla pociągów zmierzających na wschód do North Berwick i Dunbar.
- Peron 2 jest wykorzystywany dla pociągów w kierunku zachodnim do Edinburgh Waverley, Haymarket i Glasgow Central.

## Połączenia
Od poniedziałku do piątku w dzień istnieją cogodzinne pociągi w kierunku zachodnim do Edynburga (z usługami w godzinach szczytu, prowadzącymi do Haymarket) i kierunku wschodnim do North Berwick z półgodzinnymi połączeniami w soboty. Na wieczory i niedziele istnieje połączenie co godzinę w każdym kierunku. Od poniedziałku do soboty istnieje połączenia co dwie godziny, które biegnie od Edinburgh Waverley do Dunbar, z postojem w Musselburgh. Istnieją również ograniczone połączenia do i z Glasgow Central (poprzez Carstairs) od poniedziałku do soboty.

## Transport lokalny
Lothian Buses linii 30 i 45, Eve Coaches 128 oraz E.M. Horsburghs T1 zatrzymują się w pobliżu stacji.

## Linie kolejowe
- East Coast Main Line